# Ruderální společenstvo

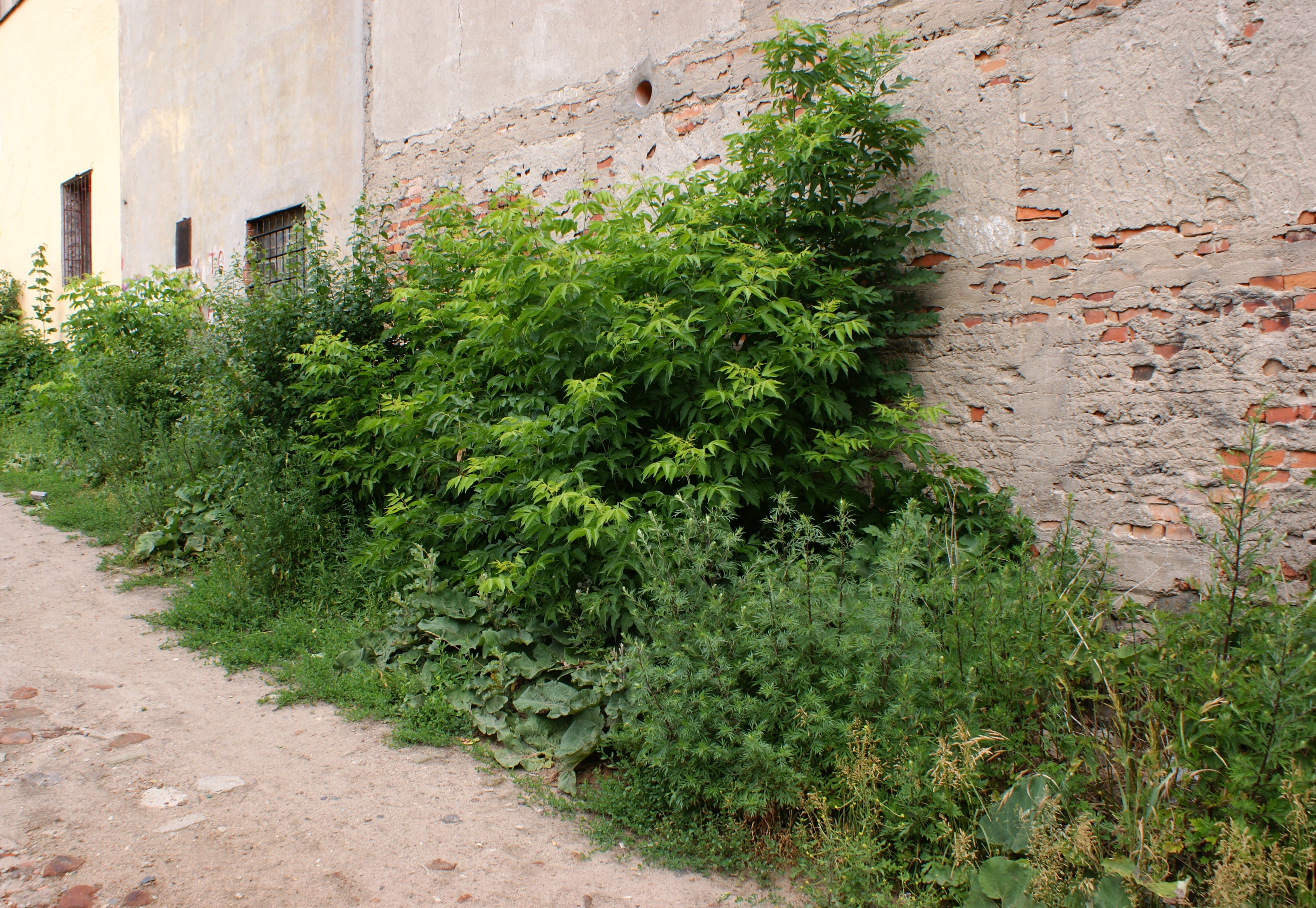
Ruderální porost na antropogenním stanovišti

Ruderální společenstvo je odborný ekologický pojem, jímž je ve vědecké ekologii označováno společenstvo rostlin a živočichů, které vzniklo na ruderálním (rumištním) podkladu. Jedná se tedy o přírodní společenstvo, jež vzniklo v podmínkách člověkem výrazně pozměněného prostředí. Za ruderální společenstva lze považovat porosty rostlin např. na rumištích, smetištích, výsypkách, odvalech z těžby nerostů, železničních náspech, na okrajích cest a v příkopech podél nich apod. Pro tato místa je typická vysoká koncentrace živin (draslík[zdroj?], dusík).

## Ruderální flóra
Ruderální flóra je označení pro rostliny přednostně osídlující lidskou činností narušené a zpustlé stanoviště. Někdy bývají nesprávně dávány do souvislosti s plevely, na rozdíl od nich však vždy nemusí být nežádoucí. Z hlediska životní strategie se většinou jedná o r-stratégy. Příkladem mohou být rody jako kopřiva (Urtica), podběl (Tussilago), komonice (Melilotus), merlík (Chenopodium), lebeda (Atriplex), lopuch (Arctium), zlatobýl (Solidago), vesnovka (Cardaria), pelyněk (Artemisia) nebo šedivka (Berteroa), z keřů např. bez černý (Sambucus nigra) a bez chebdí (Sambucus ebulus) nebo ostružiníky (Rubus).

### Fytocenologická klasifikace ruderálních porostů

#### Polygono arenastri-Poëtea annuae:Jednoletá nebo krátkověká vegetace sešlapávaných stanovišť
Tato třída sdružuje především jednoletou, druhově chudou ruderální vegetaci na stanovištích v okolí lidských sídel, bezprostředně vystavenou sešlapu a jinému intenzivnímu narušování (cesty, dvory, hřiště). Půdy takových stanovišť jsou silně zhutnělé, na druhou stranu však hojně zásobené živinami. Typickými druhy jsou byliny s poléhavými lodyhami (truskavec obecný, šrucha zelná, průtržník lysý) nebo listovou růžicí (jitrocel větší, sedmikráska), byliny keříčkovitě větvené s pružnými stonky (heřmánek terčovitý), poléhavé trávy (lipnice roční, jílek vytrvalý) atp.

#### Stellarietea mediae: Jednoletá vegetace polních plevelů a ruderálních stanovišť
Z ekologického hlediska jde o iniciální stadium sukcese na čerstvě obnažených a narušovaných půdách. Třída zahrnuje nízké, jednoleté, rychle rostoucí druhy, schopné se efektivně množit pomocí semen (ptačinec prostřední, laskavce, merlíky, lebedy, durman obecný, ječmen myší). Rychlý vývoj jim umožňuje dokončit životní cyklus v období mezi dvěma silnými disturbancemi. Dobře se zde však uplatňují i geofyty schopné vegetativního rozmnožování (pcháč rolní, svlačec rolní, bršlice kozí noha).

#### Artemisietea vulgaris: Suchomilná ruderální vegetace s dvouletými a vytrvalými druhy
Ráz této vegetace udávají dvouleté a vytrvalé druhy patřící mezi C a CR stratégy. V průběhu sukcese navazuje na předchozí třídu; při absenci narušování přechází dále v travinnou nebo křovinnou vegetaci. Jde zpravidla o druhy mezofilní až nitrofilní, dávající přednost osluněným stanovištím a suchým půdám na antropogenních stanovištích, často v místech se zemědělskou výrobou. Typickými druhy jsou lopuch větší, měrnice černá, pelyněk černobýl, pelyněk pravý, hadinec obecný, sveřep jalový, kokoška pastuší tobolka, komonice lékařská nebo vratič obecný. Zastoupeny jsou také invazní druhy zlatobýlů.

#### Galio-Urticetea: Ruderální a polopřirozená nitrofilní vytrvalá vegetace vlhkých míst
Na rozdíl od předchozí třídy zahrnuje mezofilní a nitrofilní druhy s většími nároky na vlhkost, jako jsou kopřiva dvoudomá, bršlice kozí noha, devětsil lékařský, kuklík městský, svízel přítula, opletník plotní nebo kakost smrdutý. Ve vlhkých místech rostou invazní křídlatky nebo slunečnice topinambur. Vegetace osidluje příkopy, skládky, zarostlé stinné zahrady, regulované břehy vodních toků apod.

#### Aegopodio podagrariae-Sambucion nigrae: Nitrofilní křoviny ruderálních stanovišť
Tento svaz křovinné vegetace zahrnuje ruderální společenstva s nitrofilními keři či stromy, vznikající jako pokročilejší stadium sukcese z bylinné vegetace nebo kolonizací neudržovaných zahrad či parků. Ve vyšších patrech dominuje bez černý, javor jasanolistý, zplanělé okrasné keře jako šeřík, zimolez nebo tavolník či konkurenčně silné křoviny kustovnice cizí. Hojný je výskyt dřevitých lián jako plamének plotní. V podrostu nalézáme nitrofilní byliny jako hluchavka bílá, kuklík městský, kopřiva dvoudomá nebo svízel přítula.

## Ruderální fauna
Živočichové žijící na takovýchto stanovištích tvoří tzv. ruderální faunu.